# Atmosphärische Destillation

Einfache atmosphärische Destillation im Labormaßstab. An der Position (9) ist kein Vakuum angelegt.

Atmosphärische Destillation (lat. destillare „herabtröpfeln“) ist ein thermisches Trennverfahren, um verdampfbare Flüssigkeiten zu gewinnen oder Lösungsmittel von schwer verdampfbaren Stoffen abzutrennen. Dabei wird die Destillation bei annähernd atmosphärischem Druck (= mittlere Luftdruck) durchgeführt, der auf Meereshöhe normgemäß 101 325 Pa = 101,325 kPa = 1 013,25 hPa (Hektopascal = Millibar) beträgt.  
Bei der Destillation wird zunächst das Ausgangsgemisch durch Wärmezufuhr zum Sieden gebracht. Der entstehende Dampf, der sich aus den verschiedenen flüchtigen Komponenten der zu trennenden Lösung zusammensetzt, wird in einem Kondensator durch Abkühlen wieder verflüssigt. Im Labormaßstab wird oft der Liebigkühler verwendet. Im Anschluss wird das flüssige Kondensat aufgefangen. Typische Anwendungen der Destillation sind das Brennen von Alkohol und das Destillieren (die Rektifikation) von Erdöl in der Raffinerie oder auch die Herstellung von destilliertem Wasser.
Die atmosphärische Destillation ist der am häufigsten im Labor eingesetzte Fall der isobaren Destillation (= Destillation bei konstantem Druck durch Wärmezufuhr) im Gegensatz zur seltener eingesetzten isothermen Destillation, durch Druckminderung.

## Vorteile
Die atmosphärische Destillation hat gegenüber der Vakuumdestillation den Vorteil, dass die aufwändige Erzeugung eines Vakuums im Inneren der Destillationsanlage bzw. Destillationsapparatur entfällt. 

## Nachteile
Bei der atmosphärischen Destillation ist die thermische Belastung des Ausgangsgemischs und der flüchtigen Bestandteile höher als bei der Vakuumdestillation. Für die Trennung hochsiedender und temperaturempfindlicher Stoffgemische ist das Verfahren nicht gut geeignet.